# Schulreform in Hamburg

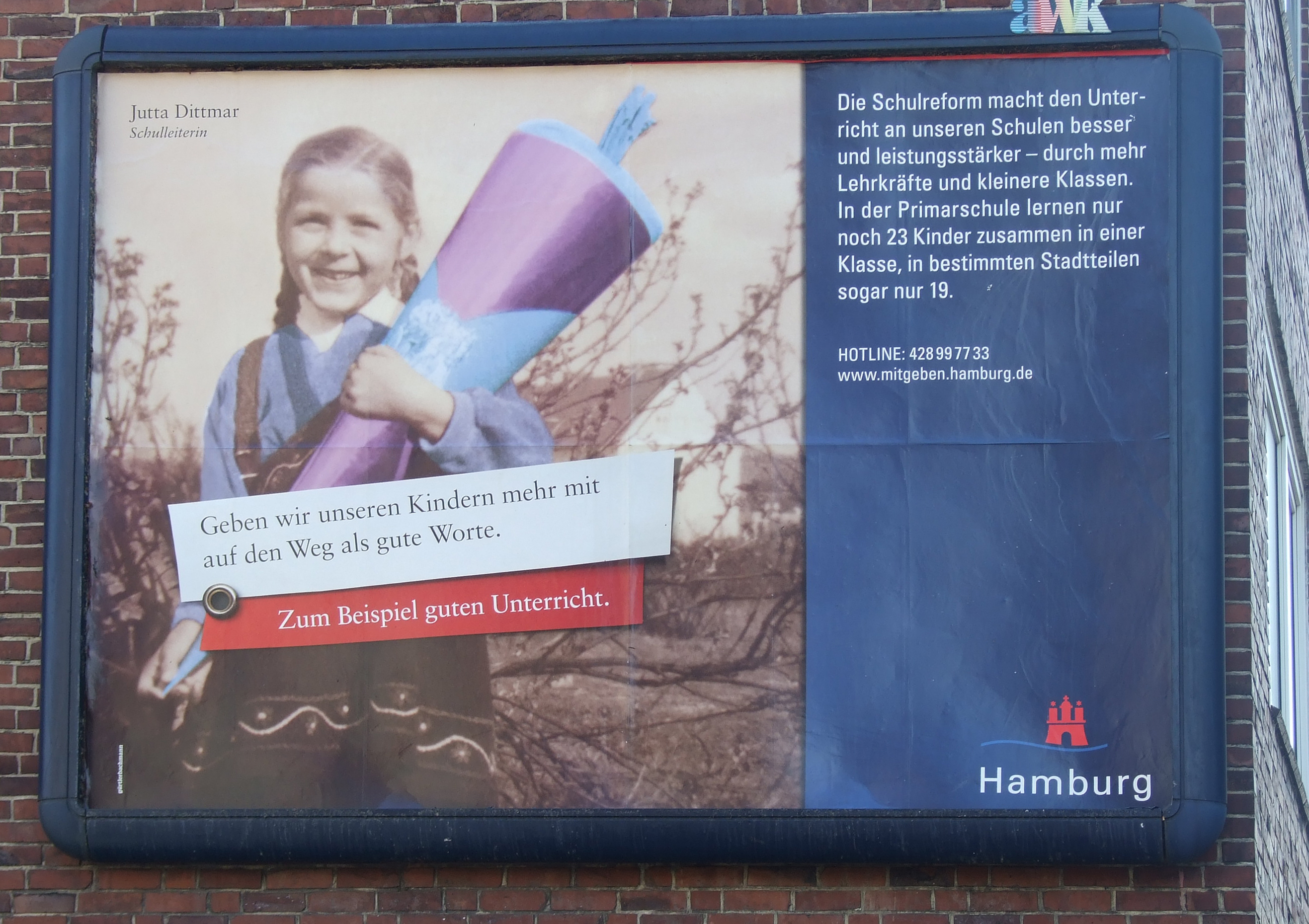
Plakat der Hansestadt Hamburg zur Schulreform

Die Schulreform in Hamburg betrifft die Schul- und Bildungsstruktur in Hamburg ab dem Schuljahr 2010/2011. Die gesetzliche Neuregelung entspricht einem im Koalitionsvertrag vom 17. April 2008 zwischen CDU und Grünen (GAL) ausgehandelten Projekt der schwarz-grünen Koalitionsregierung des Hamburger Senats. Sie wurde am 7. Oktober 2009 durch die Hamburgische Bürgerschaft beschlossen und durch einen Volksentscheid am 18. Juli 2010 teilweise geändert.
Die Schulreform beinhaltet, dass ab August 2010 neben dem Gymnasium, in dem nach der zwölften Klasse das Abitur gemacht werden kann, eine Stadtteilschule eingeführt wurde, in der alle Schulabschlüsse (einschließlich dem Abitur nach der 13. Klasse) abgelegt werden können. Mit dieser Regelung wurden Haupt- und Realschule mit dem Beginn des Schuljahres abgeschafft. Zahlreiche Maßnahmen begleiten die Umstrukturierung. Dazu gehörten die Schaffung zusätzlicher Lehrerstellen und die Verkleinerung der Klassenstärken, die Förderung einer sogenannten neuen Lernkultur und eine verstärkte Lehrerfortbildung, die Einrichtung weiterer Ganztagsschulen und die Integration von Kindern mit Behinderung.
Ein weiterer Teil der Schulreform sah vor, statt der bisherigen vierjährigen Grundschule eine sechsjährige Primarschule einzuführen und das Elternwahlrecht abzuschaffen. Sowohl der Gesetzgebungsprozess wie die öffentliche Diskussion um die Schulreform waren begleitet von weitreichender Kritik. So erreichte die Volksinitiative unter dem Namen Wir wollen lernen am 18. November 2009 mit einem Volksbegehren das Quorum eines verbindlichen Volksentscheids. Nachdem im Februar 2010 Schlichtungsverhandlungen zwischen der Initiative und dem Senat gescheitert waren, wurden der Termin für den Volksentscheid sowie dessen Inhalt festgelegt. Zur Abstimmung stand eine Vorlage der Initiative, mit der die Bürger gegen die Einführung der Primarschule und die Abschaffung des Elternwillens stimmen konnten.
Der Senat einigte sich noch im Februar 2010 mit den oppositionellen Bürgerschaftsparteien SPD und Die Linke auf Nachbesserungen zur Reform, die am 3. März 2010, diesmal einstimmig, von der Bürgerschaft verabschiedet wurden. Mit diesem am 13. März 2010 in Kraft getretenen Gesetz wurde insbesondere die Abschaffung des Elternwahlrechts zurückgenommen und das von den Eltern zu zahlende Büchergeld abgeschafft. Zudem verpflichteten sich CDU, GAL und SPD in einer „Schulfrieden“ genannten Vereinbarung, für mindestens zehn Jahre keine weiteren Änderungen an der Schulstruktur vorzunehmen sofern die Primarschule eingeführt wird.
Der Volksentscheid fand am 18. Juli 2010 statt. Darin lehnten bei einer Wahlbeteiligung von 39 Prozent 54,5 % der stimmabgebenden Hamburger Bürger die Einführung der sechsjährigen Primarschule ab bzw. 58 % stimmten der Vorlage des Begehrens der Initiative zu. Damit ist ein wesentlicher Teil der Hamburger Schulreform gescheitert. Die weiteren Maßnahmen haben Bestand. So werden insbesondere die weiterführenden Schulformen ab August 2010 auf das Gymnasium, das achtstufig bleibt, und die neu eingeführte Stadtteilschule, die nun neunstufig konzipiert werden muss, reduziert.

## Situation vor der Schulreform 2010

### PISA-Studien und Hamburg
Ein Ergebnis der PISA-Studie war die Erkenntnis, dass in Deutschland der soziale Hintergrund einen großen Einfluss auf den Bildungserfolg hat: Deutschland schnitt hier besonders schlecht ab, es gibt außer Frankreich, Großbritannien, den Niederlanden und Belgien kaum ein anderes OECD-Land, in dem sich die soziale Ungleichheit derart im Bildungssystem manifestiert; es ist für untere soziale Schichten verhältnismäßig undurchlässig, Arbeiterkinder besuchen auffällig oft die Hauptschule, während Kinder aus finanziell besser gestellten Elternhäusern oftmals das Gymnasium besuchten – unabhängig von den Fähigkeiten des Kindes. Drastisch drückt es der Hamburger Erziehungswissenschaftler Peter Struck so aus: „Arme Kinder landen völlig unabhängig von ihrer Intelligenz überwiegend in der Hauptschule, während dumme Kinder reicher Eltern mit viel Nachhilfe durchaus zum Abitur kommen.“ Der emeritierte Professor für Psychologie Kurt A. Heller bemerkte jedoch hierzu, dass solche unwissenschaftlichen Aussagen durch nichts belegt seien und verweist auf die nachgewiesenen Unterschiede in den kognitiven Grundfertigkeiten der Schüler der verschiedenen Schulformen. Die Korrelation zwischen Test-Intelligenz (IQ) und der Durchschnittsnote in den Hauptfächern in der Grundschule beträgt ungefähr 0,5 (oder in anderen Worten: 25 % der Varianz in der Durchschnittsnote lassen sich durch die Testintelligenz erklären). Die Korrelation zwischen IQ und im Alter von 40 Jahren erreichtem Bildungsniveau (höchster erreichter Ausbildungsabschluss, vom Sonderschulabschluss bis zum Doktorgrad) liegt bei circa 0,7 (dies bedeutet, dass 49 % der Varianz im Bildungsniveau durch die Varianz in der Testintelligenz erklärt werden können).
Als Grund für die geringen Aufstiegschancen sozial Benachteiligter wird von Kritikern oft das dreigliedrige Schulsystem angesehen, das bei Mangel an „Durchlässigkeit“ schon sehr früh die Bildungslaufbahn der Kinder festlegt. Infolge der PISA-Studie werden einige skandinavische Schulsysteme, insbesondere das Bildungssystem in Finnland, das sog. Finnische Modell, als Vorbild gesehen. Finnland belegte immer wieder den Spitzenplatz in PISA-Studien, Schulklassen trennt man dortzulande erst nach Ende der Schulpflicht in eine gymnasiale oder eine berufliche Sekundarstufe.
Im Vergleich der Bundesländer hat Hamburg zweimal sehr schlecht abgeschnitten (siehe unten), aber: Kein Land in Deutschland gibt mehr Geld pro Schüler aus als Hamburg. Die Ausgaben für staatliche Schulen am Gesamthaushalt in Hamburg lagen 2005 im Ländervergleich mit 11,99 % hingegen im unteren Bereich (Durchschnitt 14,13 %). Zudem erreichten die Hamburger Schulen bei der PISA-Studie 2006 nur den vorletzten Platz vor Bremen. Mit dem hohen Anteil von mehr als 12 % beendeten Hamburger Schüler in den Jahren 2005/2006 ihre Schullaufbahn ohne jeglichen Abschluss. Bis 2008 konnte diese Quote auf 8,2 % gesenkt werden. Im Schuljahr 2008/9 sank diese Quote erneut (auf 7,8 %), was als Bestätigung des Erfolgs bereits eingeleiteter Reformen angesehen werden kann.
Das schlechte Abschneiden und die derzeitige Situation der Hamburger Bildung liegen laut Meinung einiger Schulpolitiker und Demographen zum einen daran, dass von Hamburgs Erstklässlern nahezu jedes zweite Kind einen Migrationshintergrund hat, im Weiteren spielten soziale und gesellschaftliche Herkunft eine entscheidende Rolle. Insgesamt werden finanzielle und soziokulturelle Faktoren innerhalb der Hansestadt und die daraus ableitbare niedrigere Grundbildung, mit den Folgen schlechter Berufschancen, für das derartig schlechte Abschneiden bei den PISA-Tests verantwortlich gemacht.

### Schulstruktur
In Hamburg gab es bis 2009 eine vierjährige Grundschule. Die folgende Sekundarstufe des allgemeinen Schulwesens war aufgeteilt in
- Hauptschulen,
- Realschulen,
- integrierte Haupt- und Realschulen,
- sechsstufige Gymnasien,
- Aufbaugymnasien,
- Gymnasien,
- integrierte Gesamtschulen und
- kooperative Gesamtschulen,

wobei auf allen Gymnasien und Gesamtschulen das Abitur erworben werden kann.
Bereits seit Beginn des Schuljahrs 2008/2009 werden keine Hauptschulklassen mehr neu gebildet (auch zuvor erst ab der siebten Klasse), sondern alle Haupt- und Realschulen nach den Prinzipien der integrierten Haupt- und Realschule geführt.

### Lehrerempfehlung und Elternwahlrecht
Am Ende der vierten Klasse geben die jeweiligen Klassenlehrer eine unverbindliche Empfehlung über die weitere Schullaufbahn. Die Schüler werden auf den Wunsch der Eltern auf eine der weiterführenden Schulformen versetzt (Elternwahlrecht), auch wenn es der Empfehlung der Grundschullehrer widerspricht. Am Ende der sechsten Klasse wird durch die Zeugniskonferenz und ohne Elternmitwirkung endgültig entschieden, ob der Schüler die Schulform weiterhin besuchen darf.

## Durch die Reform angestrebte Situation
Mit der Schulreform nach dem Gesetz des Senats sollen vor allem die bisherigen Haupt-, Real- und Gesamtschulen zu einer neuen Schulform, der Stadtteilschule, zusammengelegt und das Prinzip des individualisierten Lernens durchgängig stärker umgesetzt werden. Dieser Teil des Gesetzes ist durch den Volksentscheid vom 18. Juli nicht betroffen. Außerdem sollten aber nach der Vorstellung des Senats alle Kinder sechs statt bisher vier Jahre lang gemeinsam an den bisherigen Grundschulen, die sich dann Primarschulen nennen, unterrichtet werden. Dieser Teil des Gesetzes ist durch den Entscheid abgelehnt: Nach dem Gesetz der Bürgerschaft sollte erst am Ende der sechsten Klasse eine Zeugniskonferenz entscheiden, ob das Kind im Anschluss auf der Stadtteilschule oder dem Gymnasium beschult wird. Daraus werden nach dem ablehnenden Ausgang des Bürgerentscheids jetzt vier bzw. acht bzw. neun Jahre. Aber es bleibt dabei: Sowohl auf dem Gymnasium als auch auf der Stadtteilschule soll das Abitur erworben werden können. „Sitzenbleiben“ und Abschulen werden im Allgemeinen nicht mehr möglich sein.
Nach dem Inkrafttreten der Schulreform sollte es also in Hamburg drei Schulformen geben:

### Primarschule
Die derzeit vierjährige Grundschule sollte zum Sommer 2011, teilweise schon ab August 2010, zu einer Primarschule ausgebaut werden. Durch Erhöhung der Schuldauer auf der Primarschule (sechs Jahre nach dem jetzt abgelehnten Gesetz) sollte ein längeres gemeinsames Lernen der Schüler erreicht werden. Diese Idee entstand als Kompromiss in den Verhandlungen über den Koalitionsvertrag zwischen der CDU, die im Wahlkampf 2008 den Erhalt der achtjährigen Gymnasien versprochen hatte, und der GAL, deren Programm eine neunjährige Grundschule unter dem Motto „Neun macht klug“ vorsieht.
Als problematisch bei der Gesetzesvorlage des Senats wurde angesehen, dass vielen der jetzigen Grundschulen kein ausreichendes Personal oder Räumlichkeiten zur Verfügung gestanden hätten, um den gesamten Primarschulunterricht von der ersten bis zur sechsten Klasse zu übernehmen. Außerdem sollte ab der vierten Klasse der Mathematik-, Deutsch- und Fremdsprachenunterricht von Fachlehrern weiterführender Schulen durchgeführt werden.
Es sollte insbesondere bis zur sechsten Klassen das Klassenlehrerprinzip erhalten bleiben. Neu wäre gewesen, dass Englisch bereits ab der ersten Klasse unterrichtet wird (dies ist durch die „Initiative“ nicht geändert). Hinzu war ab der fünften Klasse ein Wahlpflichtbereich vorgesehen. Dazu war eine Belegung von Förderunterricht in den Hauptfächern sowie die Wahl von vertiefendem Unterricht in bereits bekannten Fächern oder neuen Fächern vorgesehen. Ziel war ein Angebot an Wahlpflichtkursen aus den Bereichen Naturwissenschaft/Technik, Gesellschaft, Musik/Kunst, Sport und Sprachen. Es sollte möglich sein, eine zweite Fremdsprache ab der fünften Klasse zu erlernen. Diese wäre nach dem jetzt gescheiterten Gesetz allerdings mit einem im Vergleich zum Gymnasium ab der fünften Klasse deutlich verringertem Stundenkontingent ausgestattet. Insbesondere der Kenntnis- und Fertigkeitserwerb in den alten Sprachen würde durch die Neuregelungen stark beeinträchtigt. Der Vorsitzende des Altphilologenverbandes, Prof. Stefan Kipf, hat dazu bekundet, dies sei „inhaltlich und didaktisch  totaler Unsinn und von keinerlei Sachkenntnis getrübt“.
Die Klassenfrequenz sollte unter 25, in sozial benachteiligten Stadtteilen unter 20 liegen.
Die sechsjährige Primarschule war das, in den Gesprächen mit der Initiative „Wir-wollen-lernen“ als unverhandelbar bezeichnete, Kernstück der Schulreform.

### Stadtteilschule und Gymnasium
Ab der siebten Klasse (jetzt ab der fünften Klasse) sollen die Schüler nur noch auf zwei Schulformen aufgeteilt werden.
In der Stadtteilschule lernen Schüler der bisherigen Haupt-, Real- und Gesamtschulen gemeinsam bis zur zehnten Klasse. Sie können anschließend bei einem entsprechenden Zeugnis drei Jahre die Oberstufe besuchen und das Abitur ablegen. Die Stadtteilschule tritt auch an Stelle der Aufbaugymnasien, deren letzter Jahrgang im Sommer 2013 diese Schulform abschloss.
Auf dem Gymnasium soll das Abitur bereits nach insgesamt zwölf Schuljahren erreicht werden („G8“ in anderen Bundesländern).
In beiden Schulformen ist nach dem neunten Schuljahr der Hauptschulabschluss (heute: erster allgemeinbildender Schulabschluss) und nach dem zehnten Schuljahr der Realschulabschluss (heute: mittlerer Schulabschluss) möglich. Anders als bisher können die Gymnasien und Stadtteilschulen ihre Schüler nicht mehr „sitzenbleiben“ oder „abschulen“ lassen.

### Lehrerempfehlung und Elternwahlrecht
Bis zur sechsten (nach dem Volksentscheid: bis zur vierten) Klasse gehen alle Schüler auf eine Schule, die Primarschule. Die Eltern entscheiden danach, welche Schulform ihr Kind anschließend besuchen soll, also entweder das Gymnasium oder die Stadtteilschule. Nach der ersten Gymnasialklasse entscheidet abschließend die Zeugniskonferenz aufgrund der Leistungen der Schüler, ob diese auf dem Gymnasium verbleiben.

### Weitere Schulformen
Neben den Hauptformen wird es weiterhin geben:
- Förderschulen (§ 19 HmbSG)
- Berufsschulen (§ 20 HmbSG)
- Berufsfachschulen (§ 21 Abs. 1 und 2 HmbSG)
- Berufsvorbereitungsschulen (§ 21 Abs. 3 und 4 HmbSG)
- Fachoberschulen (§ 22 HmbSG)
- Berufsoberschulen (§ 22a HmbSG)
- Berufliche Gymnasien (§ 23 HmbSG)
- Fachschulen (§ 24 HmbSG)
- Abendschulen (§ 25 HmbSG)
- das Hansa-Kolleg (§ 26 Abs. 1 HmbSG)
- Abendgymnasien (§ 26 Abs. 2 HmbSG)
- das Studienkolleg (§ 27 HmbSG).

## Politische Diskussion

### Positionen der Parteien vor der Bürgerschaftswahl in Hamburg 2008
Zur Bürgerschaftswahl 2008 in Hamburg am 24. Februar 2008 waren die Parteien mit verschiedenen Positionen zur Bildungs- und Schulpolitik angetreten.
Die vor der Wahl allein regierende CDU vertrat während ihrer Regierungszeit über ihre Senatorin für Bildung, Alexandra Dinges-Dierig, die Auffassung, insbesondere die Hauptschule müsse von ihrem Stigma wegkommen, sie sei eine Restschule. Dies solle erreicht werden, indem die Schülerfrequenz in den Hauptschulklassen gesenkt werde. Die dafür nötigen Lehrerstellen würden von Lehrern anderer Schulformen durch Umschichtung besetzt werden. In ihrem Wahlprogramm stand eine eindeutige Ablehnung einer „Einheitsschule“. Es sollte jedoch eine Förderung der Ganztagsbetreuung geben. Des Weiteren sprach sich die CDU für eine Integration von behinderten Schülern in den Regelschulen aus. Ein Teil der CDU-Basis vertritt auch nach der Wahl die Auffassung, diese Reform schwäche die Gymnasien. Sie möchte weiterhin die Möglichkeit haben, Kinder nach der vierten Klasse zu versetzen und fürchtet, dass das Elternwahlrecht über die Schulform des Kindes geschwächt würde. Die Führung der CDU in Hamburg steht hinter der Reform. So verteidigt der Erste Bürgermeister, Ole von Beust, die neue Primarschule mit den Worten: „Ich möchte Schulfrieden erreichen.“
Die SPD forderte vor der Wahl, dass die Haupt-, Real- und Gesamtschulen zusammengeführt werden. Im nächsten Schritt sollten die Gymnasien ebenfalls in die neu entstehenden Stadtteilschulen übergehen. Dies sollte aber nicht gegen den Elternwillen an der entsprechenden Schule geschehen. Das Sitzenbleiben sollte nach Willen der SPD ganz abgeschafft werden. Einem Hauptschüler solle es nicht verwehrt werden, einen Realschulabschluss zu erwerben.
Die GAL forderte, dass alle Schüler inklusive der heutigen Gymnasialschüler bis zur neunten Klasse gemeinsam unterrichtet würden. Sie forderte eine Ganztagsschule und das Sitzenbleiben sollte abgeschafft werden. Die Schulen sollen mehr Möglichkeiten für Selbstverwaltung bekommen.
Die Linke forderte eine gemeinsame Schule bis zur zehnten Klasse. Der Unterricht sollte ganztägig stattfinden. Des Weiteren forderte die Partei einen jahrgangsübergreifenden Unterricht und die Möglichkeit zur schulischen Selbstverantwortung.
Die FDP – zu der Zeit nicht in der Bürgerschaft vertreten – forderte in ihrem Programm, für Fünfjährige eine verbindliche und kostenfreie Starterklasse einzurichten. Kooperationen zwischen den Schulformen sollen auf regionalen Konferenzen besprochen werden. Die Hauptschulklassen sollen in einem Sofortprogramm nur noch halb so groß werden.

### Der Koalitionsvertrag

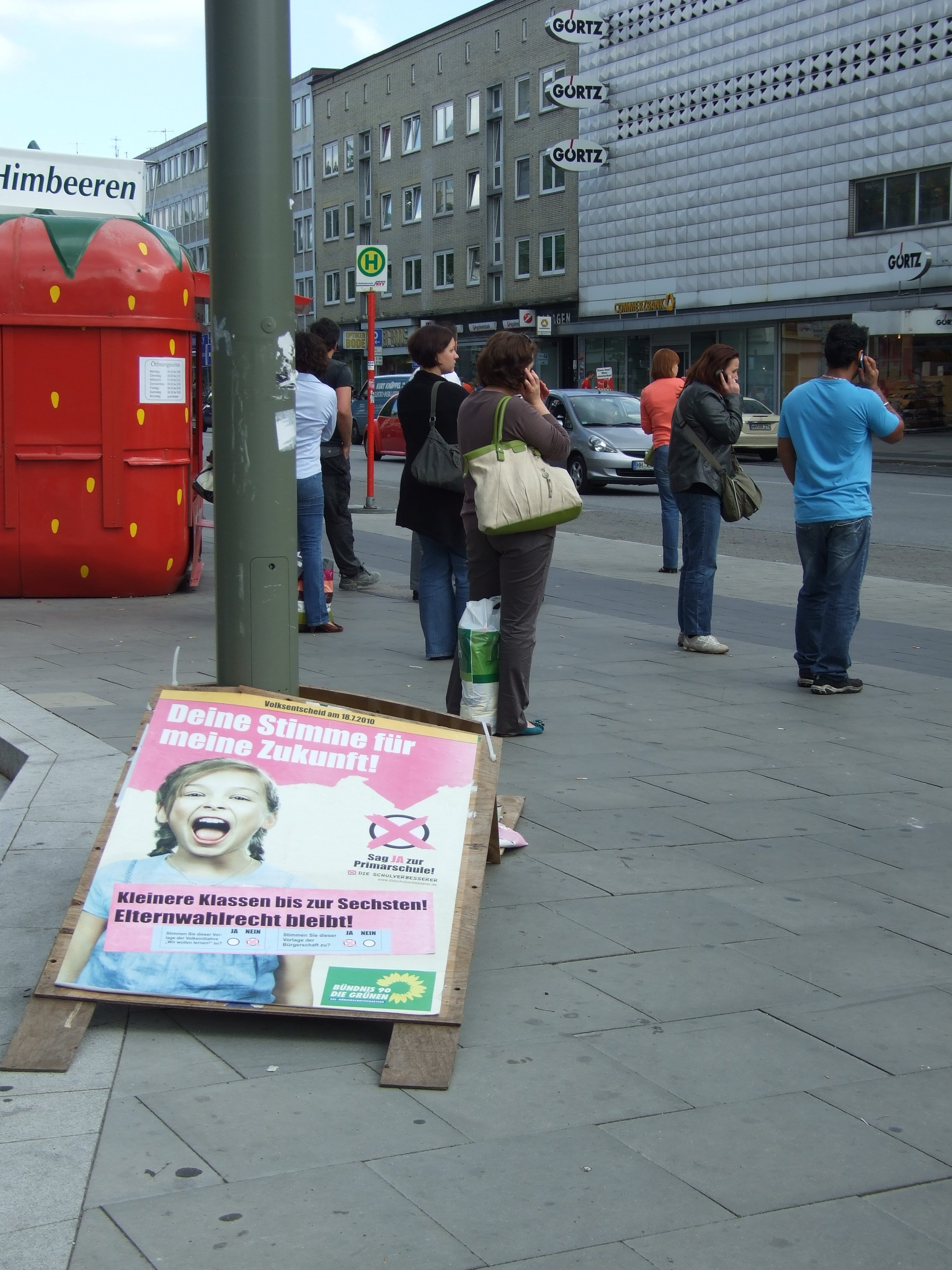
Plakat der GAL zur Schulreform

Nach der Bürgerschaftswahl konnte CDU und GAL auf Grund einer gemeinsamen Mehrheit der Sitze in der Bürgerschaft eine schwarz-grüne Koalition bilden. Bereits in der Präambel des im April 2008 ausgehandelten Koalitionsvertrags wird gefordert, dass „Kinder und Jugendliche so gut wie möglich zu fördern und ihnen gleiche Startchancen ins Leben zu geben [sind].“ Förderung und Leistung wären nur miteinander zu erreichen. Das letzte Vorschuljahr solle kostenfrei angeboten werden. Ein wichtiges Anliegen sei die Sprachförderung. Die Schulen sollen in Primarschule, Gymnasium und Stadtteilschule geteilt werden. Dabei könne es auch Langformschulen geben, das heißt Schulen, die einerseits aus einer Primarschule, andererseits aus einem Gymnasium bzw. einer Stadtteilschule bestehen. Allerdings soll jede Primarschule stets eine „Einheit mit eigener Leitung und eigenständigen Mitwirkungsgremien“ bilden. Die Schüler sollen unabhängig von ihrer Herkunft die gleichen Chancen erhalten, alle Kompetenzen zu erwerben, „um sie für ein selbständiges und selbstbestimmtes Leben in einer demokratischen Gesellschaft vorzubereiten“. Wie diese Reform im Detail umgesetzt wird, werde in „regionalen Bildungskonferenzen“ beschlossen. Ziel ist es, dass in Hamburg die Zahl der jungen Menschen mit Hochschulreife so hoch sein soll wie im internationalen Vergleich üblich. Über die konkreten Planungen wurde Anfang 2009 in Regionalen Schulkonferenzen entschieden.
Der Koalitionssenat begründete die Schulreform mit folgenden Argumenten:
- Die Qualität des Unterrichts werde verbessert, indem dieser konsequent individualisiert werde und die Schüler selbständiger lernen.
- Selbstverantwortung und Gestaltungsmöglichkeiten der Schulen würden weiter ausgebaut.
- Längeres gemeinsames Lernen und ein Unterricht, der jedes Kind individuell fördert, verbessere die Chancen von Kindern mit schlechteren Startbedingungen, ohne die Leistungsstarken zu bremsen.
- Durch einen Ausschluss von Abschulen (bis zur zehnten Klasse) und Sitzenbleiben werde eine Schädigung von Selbstvertrauen und Lernmotivation der Kinder vermieden.
- Mit der Schulreform würden die Klassen in der Primarschule auf maximal 20–25 Kinder verkleinert. An der Stadtteilschule solle es nicht mehr als 25, am Gymnasium nicht mehr als 28 Kinder in einer Klasse geben.
- Die Kinder lernen selbständiger als bisher und erhalten je nach Leistungsstand unterschiedliche Aufgaben. Die neuen dafür benötigten Unterrichtsmethoden, z. B. Lernwerkstätten, den Wochenplan, Projektarbeit oder das forschende Lernen werden durch Fortbildungsprogramme unterstützt und begleitet.
- Berichtszeugnisse und Gespräche anstelle von Notenzeugnissen (bis sechste Klasse) unter besonderer Berücksichtigung der individuellen Entwicklung geben Schülern und Eltern ein besseres Bild vom Leistungsstand der Kinder.
- Die Lehrer einer Klasse und des Jahrgangs sollen verstärkt in Teams arbeiten, um ihre Zusammenarbeit und Vernetzung zu fördern.
- nur zwei Schulformen bei den weiterführenden Schulen (Stadtteilschule und Gymnasium),
- Das Bildungsangebot in den Primarschulen könne je nach den Interessen vor Ort durch Schwerpunkte wie z. B. Musik, Fremdsprachen oder Sport erweitert werden, abgestimmt mit den weiterführenden Schulen der Bildungsregion.
- In jeder Bildungsregion solle es mindestens eine „gebundene“ Ganztagsprimarschule mit verbindlichen Zeiten von 8.00 bis 16.00 Uhr geben.
- umfangreiche Qualifizierung der Lehrer in einer Fortbildungsoffensive.
- Die Reform verwirkliche das Recht geistig behinderter Kinder, eine allgemeine Schule zu besuchen und dort – unterstützt durch sonderpädagogische Förderung – gemeinsam mit den anderen Schülern unterrichtet zu werden.

### Bürgerinitiative „Wir wollen lernen“
Die im Frühjahr 2008 gegründete, von Walter Scheuerl initiierte und kurz darauf als Verein eingetragene „Initiative ‚Wir wollen lernen!‘ – Förderverein für bessere Bildung in Hamburg e. V.“ sprach sich gegen die Einführung der Primarschule und die Abschaffung des Elternwahlrechts nach der vierten Klasse aus. Sie forderte, dass der diesbezügliche Teil des Änderungsgesetzes zum Hamburgischen Schulgesetz vom 20. Oktober 2009 rückgängig gemacht werden solle.
Hierfür trug der Verein im Rahmen einer Volksinitiative nach § 2 des Hamburger Volksabstimmungsgesetzes 184.500 Unterschriften zusammen und legte sie am 18. November 2009 dem Hamburger Senat vor.
Da Schlichtungsverhandlungen fehlschlugen, beantragte die Initiative am 18. März 2010 einen für den Senat verbindlichen Volksentscheid am 18. Juli 2010.
Die Initiative führt hierbei folgende Argumente an:
- Die Unterschiede zwischen den Schülern seien wegen der unterschiedlichen Ausgangslagen und Unterstützungsleistungen bereits zum Ende der vierten Klasse so stark, dass ohnehin keine gleichen Lernstände mehr erreicht werden könnten.
- Für einen Unterricht, der zwischen unterschiedlichen und sich weiter entfernenden Lernständen differenziert, bestehe kein überzeugendes Konzept.
- Angesichts der Schulzeitverkürzung auf zwölf Schuljahre („G8“) seien die Klassenstufen fünf und sechs unverzichtbar, um auch den Kindern, die schneller lernen können und wollen, sinnvolle Bildung anzubieten.
- Der Elternwille bei der Wahl der Schulform werde ignoriert.
- Die Einführung des Primarschul-Modells würde dazu führen, dass die Eltern schon bei der Einschulung darüber entscheiden müssten, welche Schulform für ihr Kind die richtige ist.
- Es bestehe die Gefahr, dass verstärkt in Privatschulen abgewandert werde und die Bildungsunterschiede und eine soziale Differenzierung dadurch noch verschärft würden.
- Das schlechte Abschneiden Hamburgs in den internationalen Studien sei im Wesentlichen durch Gesamtschulen verursacht, während die Gymnasien erheblich besser abschnitten, so dass die Studien gerade keinen Vorteil durch gemeinsames Lernen erkennen ließen.
- Die internationalen Studien sprächen in erster Linie für kleinere Klassen, individuelle Förderung schwacher Schüler, Entlastung der Lehrkräfte durch ergänzendes (vor allem pädagogisch und psychologisch) geschultes Personal und eine effektive Binnendifferenzierung.
- Schwächere Schüler könnten am besten durch Schulen mit spezialisierter personeller und sachlicher Ausstattung (z. B. Senkung der Klassenstärke, Förderunterricht usw.) gefördert werden.
- Schulen mit humanistischem, bilingualem, musikalischem und sportlichem Profil werde das Fundament entzogen, wenn mit diesen Schwerpunkten erst ab der siebten Klasse begonnen werden könne.
- Da die Hamburger Schulen aktuell bereits drei Reformvorhaben verarbeiten müssen, nämlich den Doppeljahrgang, die Profiloberstufe und die Einführung der Stadtteilschulen, könne dem Schulsystem jetzt keine weitere Strukturreform zugemutet werden.

Kritiker warfen der Initiative vor, ein elitäres Schulsystem beibehalten zu wollen. Bürgermeister Ole von Beust benannte die Initiative als „Elite mit mangelnder Verantwortungsbereitschaft“ und führte weiter aus, „dass die Wohlhabenden sich nur um ihre Interessen kümmern und diejenigen, die in einer schwierigen Situation leben, nicht einmal mehr die Hoffnung oder die Chance haben, dass es besser werden kann“.

### PROSchulreform Hamburg e. V.
PROSchulreform Hamburg e. V. ist eine Initiative von Eltern schulpflichtiger Kinder in Hamburg mit dem Ziel, die gesetzliche Schulreform zu unterstützen, indem sie andere Eltern und Interessierte sowohl direkt als auch über Öffentlichkeitsarbeit informiert. Der Verein engagiert sich laut seiner Satzung für ein modernes, zukunftsfähiges Schulsystem für Hamburg, in dem alle Schüler gemäß ihren Fähigkeiten und Begabungen optimal gefördert werden. Er sieht dabei die Schulreform als einen deutlichen Schritt in diese Richtung und eine überfällige und notwendige Antwort auf die Ergebnisse der PISA-Studie an.
Die Initiative PROSchulreform Hamburg ist Teil des Zusammenschlusses Chancen für alle – Hamburger Allianz für Bildung, in der sich unterschiedliche gesellschaftliche Gruppen zusammengeschlossen haben, um sich für die Schulreform einzusetzen.

### Positionen von Lehrer-Verbänden

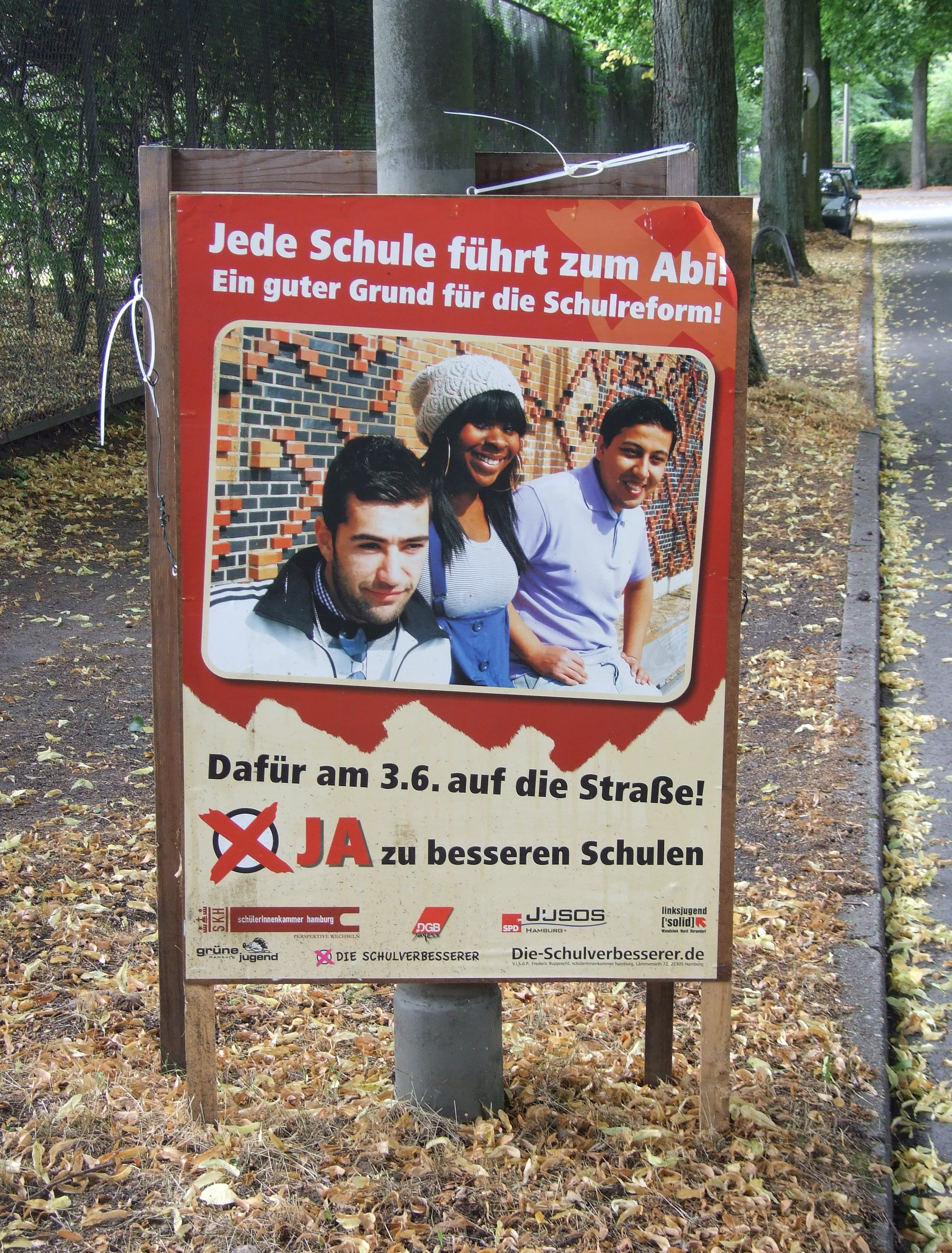
Plakat von Schulreformunterstützern mit einem Demonstrationsaufruf

- Der Deutsche Lehrerverband bezeichnete die Reform als die „Zerschlagung der in Hamburg letzten noch halbwegs tüchtigen Schulform und die Nachahmung eines anderen PISA-Verlierers, nämlich Berlins“.[43]
- Die Gewerkschaft Erziehung und Wissenschaft unterstützte die Einführung der Primarschule als „Schritt in die richtige Richtung“: „Wir unterstützen alle Schritte, die zu längerem gemeinsamem Lernen führen oder führen können, d. h. den Weg dahin offen halten bzw. nicht verbauen. Alles, was frühe Trennung oder soziale Selektion festschreibt oder die Möglichkeit dafür eröffnet, bekämpfen wir.“[44]
- Der Grundschulverband begrüßt die Reformvorhaben. Er fordert, die „Reform ohne Aufschiebung und Aufweichung um(zu)setzen“ und begrüßt insbesondere die Verlängerung der gemeinsamen Schulzeit.[45]
- Der Deutsche Philologenverband befürchtete, dass „die Gesetzesvorlage des Senats in der jetzigen Fassung eine Abschaffung des Gymnasiums als leistungsorientierte Schulart bedeute, weil Schüler auch bei schlechten Leistungen nicht mehr sitzenbleiben oder auf andere Schulen verwiesen werden dürften“. Es handele sich um die Einführung der Gesamtschule durch die Hintertür, zumal für Gymnasium und Stadtteilschule exakt dieselben Bildungsziele im Gesetzesentwurf formuliert seien.[46]
- Der Verband Deutscher Realschullehrer hielt die geplante Schulreform „für einen faulen Kompromiss, der den Weg zur Einheitsschule vorzeichnet und extreme Risiken birgt“.[47]
- Die Eltern-, Lehrer- und Schülerkammern Hamburg haben sich in einer gemeinsamen Presseerklärung für die Reform ausgesprochen, mahnen dabei aber eine ausreichende finanzielle Unterstützung und Einbeziehung der Betroffenen an.[48]
- Der Deutsche Lehrerverband Hamburg forderte eine „Pause“ des Reformvorhabens und warnte davor, „vollendete Tatsachen zu schaffen, die im August 2010 zum Schaden der Schulen im Zorn und in der Konfrontation wieder abgeschafft werden“.[49]